# Willem Johan van Bloomestein
Willem Johan van Bloomestein (Surakarta, 15 maggio 1905 – Eemnes, 11 agosto 1985) è stato un ingegnere olandese.

## Biografia
Willem Johan van Bloomestein nacque nel 1905 nelle Indie Orientali Olandesi.
Nel 1928 si laureò in ingegneria nelle Indie Orientali Olandesi, cominciciò la sua carriera costruendo opere per l'irrigazione a Purwakarta.
Nel 1929 sposò Louise van Polanen Petel, figlia di proprietari di piantagioni di canna da zucchero a Bandung. La coppia si stabilì a Purworejo e la coppia ebbe due figli nel 1931 e nel 1934.
Nel 1936 partì per l'Europa, si specializzò con una borsa di studio offerta dalla Indische Waterstaat sulle turbine e l'energia idroelettrica in Germania a Monaco di Baviera e a Karlsruhe.
Ritornato nelle Indie Orientali Olandesi si trasferì a Semarang dove progettò un sistema di irrigazione per coprire 20.000 ettari.
Dopo la conquista delle Indie Orientali Olandesi da parte dell'Impero Giapponese nel 1941 venne internato a Djatingaleh, ma poco i giapponesi li lasciarono la possibilità di continuare il suo lavoro e di rivedere la famiglia.
Nel 1948 pubblica un piano per l'irrigazione di Batavia, capitale delle Indie Orientali Olandesi, che verrà attuato solo dal 1957.
Nel 1949 lascia le Indie Orientali Olandesi, che sono diventate l'Indonesia indipendente e entra a far parte della FAO e nel 1951 si trasferisce in Pakistan orientale (ora Bangladesh) a Dacca dove progetta un piano per l'irrigazione e contro le inondazioni del Gange e del Brahmaputra.
Nel 1964 diventa consulente del governo del Suriname e conclude i lavori del Lago Brokopondo di 1560 km², ottenuto sbarrando il fiume Suriname e progetta altri sbarramenti.
In quel periodo vive con la moglie a Paramaribo.
Nel 1970 si trasferisce nei Paesi Bassi e va a vivere a Rijswijk, poi dal 1977 a Voorburg e nel 1979 a Eemnes.
Dal 1986 il Lago Brokopondo di 1560 km² è conosciuto come Lago Prof. Dr. Ing. W.J. van Blommestein (Prof. Dr. Ir. W.J. van Blommesteinmeer in olandese).